# Río Blanco (San Marcos)
Río Blanco (por el río que circula por la localidad) es un municipio del departamento de San Marcos de la región sur-occidente de la República de Guatemala.
El poblado de Río Blanco se estableció en 1820 y para 1872 extendió su territorio cuando logró que el presidente Justo Rufino Barrios interviniera para conseguir que el hacendado Trinidad Cabañas accediera a vender parte de sus tierras en cantidades y mensualidades estimativas a los pobladores.  Luego hubo una donación de tierras estatales que fueron divididas en parcelas para los habitantes, y pasó a ser una aldea del municipio de San Marcos.   Fue elevado a la categoría de municipio en 1877, siempre durante el gobierno del general Justo Rufino Barrios.
El 18 de abril de 1902 se produjo un cataclísmico terremoto que destruyó muchos poblados del Occidente guatemalteco, incluyendo a Río Blanco.  Luego, en 1936, como parte de la restructuración administrativa emprendida por el gobierno del general Jorge Ubico para paliar los efectos de la Gran Depresión sobre la economía guatemalteca, Río Blanco perdió la categoría de municipio y fue integrado como aldea a San Antonio Sacatepéquez; los vecinos lograron que el municipio recuperara la categoría a principios de 1951, durante el gobierno del Dr. Juan José Arévalo.

## Toponimia
El topónimo «Río Blanco» se originó ya que un fraile católico que visitó la región reportó haber utilizado agua muy blanca de un río que pasaba por el lugar; dicho río recibe este nombre porque su lecho está constituido de arena blanca.[cita requerida]

## División política
El municipio de Río Blanco está conformado por un pueblo, cinco aldeas y tres caseríos.  Los poblados más importantes por su densidad poblacional, son la cabecera municipal, el caserío La Loma, la aldea Las Manzanas, el caserío río Hondo y el caserío Maclén. Por su parte, desde el punto de vista económico, los más importantes son: Las Manzanas, Maclén y Pancho de León.
y distancias a la cabecera municipal
| Clasificación | Nombre          | Distancia (km) |
| ------------- | --------------- | -------------- |
| Aldea         | Las Manzanas    | 3              |
| Aldea         | El Durazno      | 5              |
| Aldea         | Los Potrerillos | 8              |
| Aldea         | Pancho de León  | 6              |
| Aldea         | Pueblo Viejo    | 3              |
| Caseríos      | Maclén          | 3              |
| Caseríos      | Río Hondo       | 3              |
| Caseríos      | La Loma         | 4              |

### Micro regionalización
- Parte Baja: aldea El Durazno, caserío La Loma y aldea Las Manzanas.
- Parte Central: cabecera municipal, caserío río Hondo, caserío Maclén, aldea Pueblo Viejo.
- Parte Alta: aldea Pancho de León, y aldea Potrerillos.

## Demografía
La población total estimada al año 2021 por el Instituto Nacional de Estadística de Guatemala asciende a 6,085 habitantes con una proporción entre hombres y mujeres de 47% y 53% respectivamente.
Tiene un densidad poblacional de 169 habitantes por kilómetro cuadrado, lo que lo convierte en uno de los municipios con menor población del departamento de San Marcos, y que resulta en una insuficiente cobertura con las transferencias que realiza el gobierno central y en una escasa captación de recursos financieros propios por concepto de tasas, arbitrios y contribuciones. La tasa de natalidad es de 2.20, mientras que la de mortalidad es de 3.24; por su parte, la tasa de crecimiento poblacional es de 2.75%.

### Población económicamente activa
En Guatemala, se contabiliza en la población económicamente activa a todas las personas mayores de una cierta que tienen empleo o que, no teniéndolo, están buscándolo o a la espera de alguno; sobre la base de esto, en río Blanco la población económicamente activa era de 1465, estando todos ocupados; de esta población ocupada el 63% eran hombres y 37% mujeres.; en ese año predominaban las actividades económicas que no requieren mayor calificación con un 42.18% trabajadores no calificados.

### Flujos migratorios
La mayor parte de la población ha estado vinculada a las actividades agrícolas; sin embargo, la mayor parte de los hombres del municipio emigraron a varias localidades de los Estados Unidos. De hecho, al menos un miembro de cada familia envía remesas de dinero desde los Estados Unidos.

## Geografía física
El municipio de Río Blanco tiene una extensión territorial de 36 km² convirtiéndolo en uno de los más pequeños del departamento de San Marcos.

### Clima
La cabecera municipal de Río Blanco tiene clima templado (Köppen: Cwb).
| Parámetros climáticos promedio de Río Blanco | Parámetros climáticos promedio de Río Blanco | Parámetros climáticos promedio de Río Blanco | Parámetros climáticos promedio de Río Blanco | Parámetros climáticos promedio de Río Blanco | Parámetros climáticos promedio de Río Blanco | Parámetros climáticos promedio de Río Blanco | Parámetros climáticos promedio de Río Blanco | Parámetros climáticos promedio de Río Blanco | Parámetros climáticos promedio de Río Blanco | Parámetros climáticos promedio de Río Blanco | Parámetros climáticos promedio de Río Blanco | Parámetros climáticos promedio de Río Blanco | Parámetros climáticos promedio de Río Blanco |
| Mes                                          | Ene.                                         | Feb.                                         | Mar.                                         | Abr.                                         | May.                                         | Jun.                                         | Jul.                                         | Ago.                                         | Sep.                                         | Oct.                                         | Nov.                                         | Dic.                                         | Anual                                        |
| -------------------------------------------- | -------------------------------------------- | -------------------------------------------- | -------------------------------------------- | -------------------------------------------- | -------------------------------------------- | -------------------------------------------- | -------------------------------------------- | -------------------------------------------- | -------------------------------------------- | -------------------------------------------- | -------------------------------------------- | -------------------------------------------- | -------------------------------------------- |
| Temp. máx. media (°C)                        | 17.4                                         | 17.8                                         | 19.4                                         | 20.0                                         | 19.5                                         | 18.7                                         | 18.6                                         | 19.0                                         | 18.4                                         | 17.8                                         | 17.9                                         | 17.6                                         | 18.5                                         |
| Temp. media (°C)                             | 10.0                                         | 10.3                                         | 11.7                                         | 12.9                                         | 13.8                                         | 13.8                                         | 13.6                                         | 13.3                                         | 13.4                                         | 12.8                                         | 11.6                                         | 10.8                                         | 12.3                                         |
| Temp. mín. media (°C)                        | 2.6                                          | 2.8                                          | 4.1                                          | 5.9                                          | 8.1                                          | 8.9                                          | 8.6                                          | 7.7                                          | 8.5                                          | 7.8                                          | 5.3                                          | 4.1                                          | 6.2                                          |
| Precipitación total (mm)                     | 5                                            | 5                                            | 18                                           | 56                                           | 171                                          | 235                                          | 166                                          | 194                                          | 247                                          | 164                                          | 25                                           | 9                                            | 1295                                         |
| Fuente: Climate-Data.org                     |                                              |                                              |                                              |                                              |                                              |                                              |                                              |                                              |                                              |                                              |                                              |                                              |                                              |

### Ubicación geográfica
El municipio de Río Blanco, se encuentra localizado al noroeste de la cabecera departamental de San Marcos, a una altitud de 2622 m s. n. m.,. La cabecera municipal se ubica en latitud norte de 15º 02´10¨ y longitud oeste 91° 41´ 5¨.  El municipio de Río Blanco se ubica a 268 kilómetros de la capital de Guatemala en carretera Interamericana, a 34 kilómetros de la cabecera departamental de San Marcos, y a diez kilómetros del municipio de San Lorenzo.
Las colindancias del municipio son:
- Norte: Comitancillo, municipio del departamento de San Marcos
- Sur: San Antonio Sacatepéquez, municipio del departamento de San Marcos
- Este: San Carlos Sija, municipio del Departamento de Quetzaltenango
- Oeste: Comitancillo, San Lorenzo y San Pedro Sacatepéquez, municipios del departamento de San Marcos[8]

|                                                        | Norte: Comitancillo           |                       |
| Oeste: Comitancillo San Lorenzo San Pedro Sacatepéquez |                               | Este: San Carlos Sija |
|                                                        | Sur: San Antonio Sacatepéquez |                       |

## Gobierno municipal
Los municipios se encuentran regulados en diversas leyes de la República, que establecen su forma de organización, lo relativo a la conformación de sus órganos administrativos y los tributos destinados para los mismos.  Aunque se trata de entidades autónomas, se encuentran sujetos a la legislación nacional y las principales leyes que los rigen desde 1985 son:
| N.º | Ley                                                | Descripción |
| --- | -------------------------------------------------- | --- |
| 1   | Constitución Política de la República de Guatemala | Tiene una regulación legal específica para los municipios en los artículos 253 al 262. |
| 2   | Ley Electoral y de Partidos Políticos              | Ley de carácter constitucional aplicable a los municipios en el tema de la conformación de sus autoridades electas. |
| 3   | Código Municipal                                   | Decreto 12-2002 del Congreso de la República de Guatemala. Tiene la categoría de ley ordinaria y contiene preceptos generales aplicables a todos los municipios, e inclusive contiene legislación referente a la creación de los municipios.             |
| 4   | Ley de Servicio Municipal                          | Decreto 1-87 del Congreso de la República de Guatemala. Regula las relaciones entra la municipalidad y los servidores públicos en materia laboral. Tiene su base constitucional en el artículo 262 de la constitución que ordena la emisión de la misma. |
| 5   | Ley General de Descentralización                   | Decreto 14-2002 del Congreso de la República de Guatemala. Regula el deber constitucional del Estado, y por ende del municipio, de promover y aplicar la descentralización y desconcentración económica y administrativa.                                |

El gobierno de los municipios está a cargo de un Concejo Municipal mientras que el código municipal —ley ordinaria que contiene disposiciones que se aplican a todos los municipios— establece que «el concejo municipal es el órgano colegiado superior de deliberación y de decisión de los asuntos municipales […] y tiene su sede en la circunscripción de la cabecera municipal»; el artículo 33 del mencionado código establece que «[le] corresponde con exclusividad al concejo municipal el ejercicio del gobierno del municipio».
El concejo municipal se integra con el alcalde, los síndicos y concejales, electos directamente por sufragio universal y secreto para un período de cuatro años, pudiendo ser reelectos.
Existen también las Alcaldías Auxiliares, los Comités Comunitarios de Desarrollo (COCODE), el Comité Municipal del Desarrollo (COMUDE), las asociaciones culturales y las comisiones de trabajo. Los alcaldes auxiliares son elegidos por las comunidades de acuerdo a sus principios y tradiciones, y se reúnen con el alcalde municipal el primer domingo de cada mes, mientras que los Comités Comunitarios de Desarrollo y el Comité Municipal de Desarrollo organizan y facilitan la participación de las comunidades priorizando necesidades y problemas.
Los alcaldes que ha habido en el municipio son:
- 2012-2020: Eugenio López[10]

## Historia
Río Blanco se menciona por primera vez en 1820, cuando se estableció ya formalmente; en ese entonces se encontraba en donde está el moderno poblado de Pueblo Viejo.  La población se incrementó en la década de 1830 con pobladores criollos procedentes de San Carlos Sija y ladinos de San Marcos, San Lorenzo, Comitancillo, Sibilia y  San Francisco El Alto.
En el año 1872 los habitantes de Río Blanco no podían extender sus propiedades debido a que en su alrededor se encontraba una extensa propiedad de Trinidad Cabañas, quien no se los permitía; por esta razón los pobladores nombraron una comisión para hacer una solicitud ante el presidente de la República, general Justo Rufino Barrios, quien los atendió y acordó con Trinidad Cabañas que se vendiera parte de sus tierras «en cantidades y mensualidades estimativas».
Posteriormente, hubo una donación de tierras estatales por el presidente Barrios que fueron divididas en parcelas para los habitantes, con lo que el poblado adquirió la cataegoría de aldea del municipio de San Marcos.   Finalmente, obtuvo la categoría de municipio en 1877, siempre durante el gobierno del general Justo Rufino Barrios, quien era oriundo de San Marcos.

### Tras la Independencia de Centroamérica
La Asamblea Legislativa del recién creado Estado de Guatemala estableció los distritos para impartir justicia en su territorio en 1825, y Totonicapán fue sede del circuito del mismo nombre en el distrito N.º 9 (Totonicapán); a este circuito pertenecían también Salcajá, San Cristóbal, Shejul, Vobos (Sibilia), San Carlos Sija y San Francisco.

### Terremoto de 1902
El 18 de abril de 1902 se produjo un cataclísmico terremoto que destruyó muchos poblados del Occidente guatemalteco, incluyendo a Río Blanco.  El sismo tuvo una magnitud estimada de Mw 7,5 y se produjo a una profundidad de aproximadamente 25 kilómetros, en el departamento de Quetzaltenango; tuvo una duración de entre uno a dos minutos y fue precedido de varios sismos premonitores y seguido de muchas réplicas. De hecho, el ingeniero alemán Edwin Rockstroh, catedrático de ciencias y matemática en el entonces prestigioso Instituto Nacional Central para Varones de la ciudad de Guatemala escribió un artículo técnico sobre el terremoto en la revista científica Nature.
Quetzaltenango estaba casi totalmente destruida y con aproximadamente novecientos fallecidos; Escuintla y Amatitlán quedaron medio arrasadas; todo el occidente quedó muy perjudicado y centenerares de fincas de café y de caña quedaron por los suelos. El gobierno del licenciado Manuel Estrada Cabrera declaró calamidad nacional. En Río Blanco, el templo católico colonial se desplomó y el molino de trigo instalado a riveras del río Blanco quedó inservible.[cita requerida]

### Reorganización territorial del gobierno de Jorge Ubico en 1935
A partir de 1935, el gobierno del general Ubico restructuró la división política de la República en un afán de simplificar la administración del mismo; para este efecto suprimió varios departamentos y municipios, los cuales fueron integrados a sus vecinos; Río Blanco perdió la categoría de municipio y fue integrado como aldea a San Antonio Sacatepéquez en 1936, por el gobierno del general Jorge Ubico.  Tras la iniciativa de un grupo de vecinos, se consiguió que a principios de 1951, el gobierno del Dr. Juan José Arévalo, por medio del Acuerdo Gubernativo No. 1631, restableciera a Río Blanco como municipio, en la nueva ubicación que se estableció después del terremoto de 1902.[cita requerida]

## Cultura e identidad
La población de Río Blanco, debido a tener una proporción significativa de la etnia Maya Mam, presenta características de esta, observándose principalmente en las mujeres que utilizan el traje de la región o traje típico, principalmente las señoras mayores y mujeres de las aldeas donde el patrón se ha heredado por generaciones.
Las mujeres jóvenes han abandonado el uso del traje típico colonial en favor de pantalones o vestidos multicolor como los que usa la población no indígena. También se observa una gradual extinción del idioma maya lo que obedece a la constante emigración de la mujer joven y adulta a la ciudad de Guatemala y a los Estados Unidos y a que la educación pública en las comunidades no es bilingüe e impone el uso de uniformes.[cita requerida]

## Transporte
Las principales vías de comunicación son las carreteras asfaltadas; la primera conduce hacia la cabecera departamental pasando por caserío río Hondo, luego por el municipio de San Lorenzo,  y finalmente por San Pedro Sacatepéquez; la segunda va hacia la cabecera departamental y la Ciudad de Guatemala, saliendo del Caserío Maclen y pasando por la aldea Los Potrerillos en San Antonio Sacatepéquez luego por San Pedro Sacatepéquez. Por último, una carretera conduce al municipio de Cabricán en Quetzaltenango, pasando por la cabecera municipal y luego por la aldea las Manzanas.  El municipio cuenta también con numerosas carreteras de terracería que comunican con cada uno de sus caserios y aldeas; cada una de estas carreteras menores parte de la cabecera municipal hacia su destino.

## Aspectos religiosos
Como en la mayoría de municipios de Guatemala, las congregaciones son cristianas, con representación de la Iglesia Católica, y de iglesias evangélicas de diferentes denominaciones, incluyendo a la Iglesia de Jesucristo de los Santos de los Últimos Días, Iglesia Pentecostés, Iglesia «Príncipe de Paz», Iglesia Adventista e Iglesia de Dios «Evangelio Completo», entre otras.[cita requerida]

## Economía
En la cabecera municipal, el precio por cuerda de terreno cuesta en promedio sesenta mil quetzales, pero el costo depende de la ubicación y topografía del terreno. Entre las actividades económicas de los habitantes, en su mayoría los hombres se dedican a la agricultura, otra parte a la construcción o albañilería, carpintería y otra parte son pilotos automovilistas, las mujeres se dedican a los oficios domésticos y algunas son profesionales. Entre sus principales cultivos están: maíz, papa, haba, frijol, arveja, trigo, manzana, ciruela, durazno, chilacayote, güisquil.

### Presencia de plagas
La única plaga que afecta a municipio es la de El gorgojo descortezador o gorgojo de la corteza del pino, del género Dendroctonus(Coleoptera: Scolytidae) es la plaga forestal más destructora del municipio para los pinares nativos, ocasionando grandes pérdidas de madera en varios kilómetros de la comunidad y sus diferentes aldeas, los ataques iniciales se dirigen en general a árboles debilitados. Sin embargo, es la capacidad para matar árboles sanos lo que hace del D. frontalis una plaga. Una vez que inician un ataque contra el tronco del árbol, los insectos segregan un conjunto de feromonas de agrupamiento que atraen a ambos sexos. Miles de gorgojos adultos pueden responder a estas feromonas y olores de resina, y su ataque concentrado desborda el sistema defensivo del árbol (producción de resina). Cuando hay feromonas de agrupamiento, los gorgojos salientes atacan a menudo árboles en la periferia de la infestación, haciendo que se extienda rápidamente y elevando la mortalidad de los árboles.